# Przyjaciółki (serial telewizyjny 2012)
Przyjaciółki – polski serial obyczajowy emitowany od 6 września 2012 na antenie Polsatu.

## Fabuła
Akcja serialu Przyjaciółki dzieje się w Warszawie. Jego bohaterkami są cztery kobiety po trzydziestce, które przyjaźniły się w liceum i od ostatniego spotkania klasowego odnowiły swój kontakt. Z zainteresowaniem przyglądają się sobie i temu, co pozostało z ich młodzieńczych marzeń, które po czasie zweryfikowała rzeczywistość. Inga (Małgorzata Socha) właśnie została porzucona przez męża dla jego sekretarki Doroty. Zuza (Anita Sokołowska) szuka mężczyzny, z którym mogłaby się zestarzeć, ale nie pozwala jej na to jej władczy charakter. Anka (Magdalena Stużyńska), poświęcona rodzinie i domowi, jest kompletnie niezauważana przez męża i coraz częściej szuka pocieszenia w kieliszku. Patrycja (Joanna Liszowska) z kolei, choć wydaje się szczęśliwa, nie może przekonać swojego partnera do założenia rodziny. Wszystkie cztery próbują poradzić sobie ze swoimi problemami, a przy tym wiedzą, że mogą liczyć na siebie nawzajem. Dzięki klasowemu spotkaniu po latach tytułowe przyjaciółki na nowo odkryją siebie i zaczną się wspierać jak nigdy przedtem.

## Obsada

### Obecna
| Aktor                    | Rola                     | Okres występowania |
| ------------------------ | ------------------------ | ------------------ |
| Małgorzata Socha         | Inga Gruszewska          | od 2012            |
| Joanna Liszowska         | Patrycja Kochan-Jeleńska | od 2012            |
| Magdalena Stużyńska      | Anna Strzelecka          | od 2012            |
| Bartłomiej Kasprzykowski | Paweł Strzelecki         | od 2012            |
| Marcin Korcz             | Dagmar Balicki           | od 2012            |
| Nicole Bogdanowicz       | Julia Strzelecka         | 2012-2021, od 2024 |
| Antoni Borowski          | Staś Strzelecki          | od 2012            |
| Adam Adamonis            | Andrzej Gruszewski       | od 2012            |
| Elżbieta Jarosik         | Elżbieta Zalewska        | od 2012            |
| Ewa Kasprzyk             | Maria Strzelecka         | od 2012            |
| Krzysztof Wieszczek      | Robert                   | od 2015            |
| Paweł Deląg              | Wiktor Jeleński          | 2016–2019, od 2021 |
| Zofia Cybul              | Marysia                  | od 2018            |
| Zoja Szymczyk            | Mirandka                 | 2018-2021, od 2024 |
| Kacper Kuszewski         | Sławek                   | 2020-2021, od 2025 |
| Adam Zdrójkowski         | Patryk                   | od 2022            |
| Karol Dziuba             | Dawid                    | od 2022            |
| Piotr Polk               | Janek                    | od 2022            |
| Piotr Stramowski         | Borys                    | od 2023            |
| Emilia Walus             | Marianna                 | od 2023            |
| Maja Szopa               | Hania Gruszewska         | od 2023            |
| Borys Bartłomiejczyk     | Mikołaj                  | od 2023            |
| Aleksander Paprocki      | Oliwier                  | od 2023            |
| Krzysztof Janczar        | Henryk                   | od 2023            |
| Adrian Brząkała          | Bartosz                  | od 2023            |
| Aurora Myśliwiec         | Daria                    | od 2024            |
| Piotr Grabowski          | Tomasz                   | od 2024            |
| Piotr Cyrwus             | Tadeusz Żurek            | od 2024            |
| Jacek Knap               | Norbert                  | od 2024            |
| Jakub Jaczewski          | Teo                      | od 2024            |
| Ada Fijał                | Asia                     | od 2024            |
| Jan Wieteska             | Kacper                   | od 2025            |
| Agata Bykowska           | Agata                    | od 2025            |
| Natalia Rybicka          | Natalia                  | od 2025            |
| Edyta Herbuś             | Gabi                     | od 2025            |

### Dawna
| Aktor                     | Rola                                   | Okres występowania     |
| ------------------------- | -------------------------------------- | ---------------------- |
| Anita Sokołowska          | Zuzanna Markiewicz                     | 2012–2023              |
| Agnieszka Sienkiewicz     | Dorota Grabowska                       | 2012–2021, 2023–2025   |
| Lena Frankiewicz          | Jagoda                                 | 2012                   |
| Anna Gzyra                | Marzena                                | 2012                   |
| Małgorzata Zajączkowska   | Zofia Matysiak                         | 2012–2013              |
| Michał Rolnicki           | Rafał                                  | 2012–2013              |
| Mariusz Zaniewski         | Piotr Matysiak                         | 2012–2013              |
| Dominika Janik            | Ola Matysiak                           | 2012–2013              |
| Dawid Kartaszewicz        | Grzegorz                               | 2012–2013              |
| Mariusz Drężek            | Janusz Jastoliński                     | 2013                   |
| Aleksandra Popławska      | Edyta Jastolińska                      | 2013                   |
| Natalia Klimas            | Monika                                 | 2012–2014              |
| Katarzyna Galica          | Oliwia                                 | 2012–2014              |
| Jan Monczka               | prezes                                 | 2012–2014              |
| Dominika Kojro            | Sylwia                                 | 2013–2014              |
| Paweł Królikowski         | Krzysztof Barski                       | 2013–2014              |
| Filip Szczepkowski        | Filip                                  | 2014                   |
| Monika Pikuła             | Andżelika                              | 2014                   |
| Katarzyna Zielińska       | Alicja Małecka                         | 2014                   |
| Anna Dereszowska          | Paulina                                | 2014                   |
| Piotr Duliński            | Bartek „Haidi”                         | 2012–2015              |
| Mateusz Grydlik           | Adam Kamiński                          | 2012–2015              |
| Lesław Żurek              | Wojtek Nawrocki                        | 2012–2015              |
| Agnieszka Judycka         | Ewelina Grabowska                      | 2013–2015              |
| Krzysztof Wach            | Maciek                                 | 2014–2015              |
| Przemysław Kozłowski      | Roman Waliszewski                      | 2014–2015              |
| Filip Bobek               | Szymon                                 | 2014–2015              |
| Marta Żmuda Trzebiatowska | Natalia                                | 2015                   |
| Andrzej Precigs           | Wacław Strzelecki                      | 2012–2014, 2016        |
| Przemysław Sadowski       | Leszek                                 | 2015–2016              |
| Wiktoria Gąsiewska        | Sonia                                  | 2015–2016              |
| Zuzanna Głowacka          | Pola                                   | 2015–2016              |
| Michalina Sosna           | Aldona                                 | 2015–2016              |
| Anna Moskal               | Wiola                                  | 2015–2016              |
| Alan Zaboklicki           | Mikołaj                                | 2015–2016              |
| Stefano Terrazzino        | Francesco Nicente                      | 2016                   |
| Sylwia Juszczak           | Anita                                  | 2016                   |
| Katarzyna Maciąg          | Joanna Małek                           | 2016                   |
| Michał Czernecki          | Tomek                                  | 2016                   |
| Marcin Rogacewicz         | Michał Zalewski                        | 2012–2017              |
| Grzegorz Wons             | Zbigniew Zalewski                      | 2012–2017              |
| Jakub Świderski           | Tomek Stępiński „Stempel”              | 2012–2017              |
| Antoni Królikowski        | „Jerry”                                | 2014–2017              |
| Ilona Lewandowska         | Kate                                   | 2015–2017              |
| Kamil Kula                | Czarek Sokoliński                      | 2016–2017              |
| Paulina Chapko            | Edyta Drzewiecka                       | 2016–2017              |
| Karolina Nowakowska       | Beata                                  | 2017                   |
| Malwina Dubowska          | Zosia                                  | 2017                   |
| Anna Prus                 | Agata Leśniewska                       | 2017                   |
| Maciej Brzoska            | Tadek                                  | 2012–2015, 2018        |
| Jerzy Schejbal            | Kazimierz Miłosz                       | 2013–2018              |
| Maria Winiarska           | Halina, matka Anki                     | 2014, 2018             |
| Katarzyna Glinka          | Matylda                                | 2017–2018              |
| Konrad Eleryk             | Jacek                                  | 2017–2018              |
| Kamil Maćkowiak           | Adrian Żółkowski                       | 2017–2018              |
| Radosław Pazura           | Marek Zawadzki                         | 2017–2018              |
| Mikołaj Jańczak           | Mikołaj                                | 2017–2018              |
| Olgierd Łukaszewicz       | Eryk                                   | 2018                   |
| Joanna Kuberska           | Ramona                                 | 2018                   |
| Wojciech Mecwaldowski     | Kuba                                   | 2018                   |
| Kajetan Borowski          | Franek Strzelecki                      | 2012–2019              |
| Mikołaj Krawczyk          | Łukasz Grabowski                       | 2013–2019              |
| Modest Ruciński           | „Sebo”                                 | 2014–2016, 2019        |
| Monika Dryl               | Iwona Miśkiewicz                       | 2016–2019              |
| Dominika Ostałowska       | Olga Bratkowska, pracownica kancelarii | 2018–2019              |
| Mateusz Rusin             | Jarek Maciejewski                      | 2018–2019              |
| Roma Gąsiorowska          | Wiktoria Malewska                      | 2018–2019              |
| Stanisław Olszewski       | Grzesio                                | 2018–2019              |
| Jakub Szaławiński         | Oliwier                                | 2018–2019              |
| Tamara Arciuch            | Daria                                  | 2019                   |
| Stefan Pawłowski          | Igor Głowacki                          | 2019                   |
| Urszula Grabowska         | Marianna                               | 2019                   |
| Maria Pawłowska           | Kalina Rulewska                        | 2019                   |
| Mateusz Rzeźniczak        | Marcin Rogalski                        | 2019                   |
| Adam Cywka                | Piotr                                  | 2019                   |
| Pola Figurska             | Hania Gruszewska                       | 2012–2020              |
| Jan Wieczorkowski         | Adam                                   | 2018–2020              |
| Dominika Kryszczyńska     | Kaja                                   | 2018–2020              |
| Paweł Ciołkosz            | Tomasz                                 | 2018-2020              |
| Mateusz Janicki           | Maks                                   | 2019–2020              |
| Łukasz Konopka            | Chris                                  | 2019-2020              |
| Maja Śliwińska            | Klara                                  | 2019-2020              |
| Olaf Marchwicki           | Tymek                                  | 2020                   |
| Tomasz Borkowski          | Leon Drzewiecki                        | 2020                   |
| Sylwia Oksiuta            | Joanna Drzewiecka                      | 2020                   |
| Małgorzata Klara          | Celina                                 | 2020                   |
| Marta Walesiak            | Karolina                               | 2020                   |
| Sebastian Cybulski        | Olaf                                   | 2020                   |
| Julia Wyszyńska           | Małgośka                               | 2020                   |
| Marcin Przybylski         | Marek Biskupski                        | 2020                   |
| Gabriela Oberbek          | Ewa Wiśniewska                         | 2012–2014, 2021        |
| Marek Bukowski            | Jan Głowacki                           | 2016-2021              |
| Adam Kiełczewski          | Mikołaj                                | 2018-2021              |
| Dobromir Piotrowski       | Krzysio                                | 2018-2021              |
| Maciej Zuchowicz          | Antek Rogalski                         | 2019-2021              |
| Marcel Bąk                | Oliwier                                | 2020-2021              |
| Jan Pieńkowski            | Grzesio                                | 2020-2021              |
| Marcin Perchuć            | Mariusz                                | 2020-2021              |
| Paweł Małaszyński         | Artur Morawski                         | 2020-2021              |
| Jakub Sasak               | Tomek „Sajmon”                         | 2021                   |
| Milena Suszyńska          | Marta                                  | 2015                   |
| Milena Suszyńska          | Justyna                                | 2021                   |
| Katarzyna Ankudowicz      | Ewa Matys                              | 2021                   |
| Rafał Szatan              | Maciek                                 | 2021                   |
| Żaneta Homa               | Kinga                                  | 2021                   |
| Jakub Kotyński            | Krzysztof Marciniak                    | 2021                   |
| Izabela Zwierzyńska       | Renata                                 | 2021                   |
| Bartosz Waga              | Gabriel                                | 2016, 2018, 2020, 2022 |
| Alicja Wieniawa           | Hania Gruszewska                       | 2020–2022              |
| Paweł Ławrynowicz         | Konrad                                 | 2021-2022              |
| Mateusz Damięcki          | Błażej Nowicki                         | 2021-2022              |
| Vincent Przybylski        | Kuba, syn Błażeja                      | 2021-2022              |
| Aleksander Sułek          | Krzysio                                | 2021-2022              |
| Gabriel Pakieser          | Grzesio                                | 2021-2022              |
| Rafał Królikowski         | Rafał                                  | 2022                   |
| Tomasz Dedek              | Hubert Laskowski                       | 2022                   |
| Adam Fidusiewicz          | Szymon                                 | 2022                   |
| Zofia Domalik             | Iza                                    | 2022                   |
| Dorota Kolak              | Stefania „Stefa” Markiewicz            | 2013-2023              |
| Oliwier Felczak           | Mikołaj                                | 2021-2023              |
| Piotr Jankowski           | Łukasz                                 | 2022-2023              |
| Laura Breszka             | Marta                                  | 2022-2023              |
| Natalia Lesz              | Sylwia                                 | 2023                   |
| Sonia Mietielica          | Malwina Pielak                         | 2023                   |
| Pascal Fischer            | Szymon                                 | 2023                   |
| Mariusz Bonaszewski       | Jerzy Ginter                           | 2015–2017, 2024        |
| Joanna Gonschorek         | Ludmiła Rogalska                       | 2019-2020, 2024        |
| Bartosz Opania            | Miłosz                                 | 2023-2024              |
| Grzegorz Małecki          | Adrian Bielewicz                       | 2023-2024              |
| Patrycja Franczak         | Nur                                    | 2023-2024              |
| Marta Dąbrowska           | Carol                                  | 2024                   |
| Klara Williams            | Teresa                                 | 2024                   |
| Radosław Krzyżowski       | Adam Gocławski                         | 2024                   |

## Spis serii
Uwaga: tabela zawiera daty odnoszące się wyłącznie do pierwszej emisji telewizyjnej; nie uwzględniono w niej ewentualnych prapremier w serwisach internetowych (np. Polsat Box Go).
| Seria | Odcinki      | Pierwsza emisja telewizyjna (Polsat) | Pierwsza emisja telewizyjna (Polsat) | Pierwsza emisja telewizyjna (Polsat) | Pierwsza emisja telewizyjna (Polsat) | Pierwsza emisja telewizyjna (Polsat) |
| Seria | Odcinki      | Sezon                                | Premiera serii                       | Finał serii                          | Pora emisji                          | Średnia oglądalność                  |
| ----- | ------------ | ------------------------------------ | ------------------------------------ | ------------------------------------ | ------------------------------------ | ------------------------------------ |
| 1.    | 1–13 (13)    | jesień 2012                          | 6 września 2012                      | 29 listopada 2012                    | czwartek 22.00                       | 2 395 984                            |
| 2.    | 14–26 (13)   | wiosna 2013                          | 28 lutego 2013                       | 23 maja 2013                         | czwartek 21.10                       | 2 586 742                            |
| 3.    | 27–39 (13)   | wiosna 2014                          | 6 marca 2014                         | 29 maja 2014                         | czwartek 21.10                       | 2 004 531                            |
| 4.    | 40–50 (11)   | jesień 2014                          | 11 września 2014                     | 20 listopada 2014                    | czwartek 21.10                       | 2 056 695                            |
| 5.    | 51–62 (12)   | wiosna 2015                          | 5 marca 2015                         | 21 maja 2015                         | czwartek 21.10                       | 2 181 597                            |
| 6.    | 63–74 (12)   | jesień 2015                          | 3 września 2015                      | 26 listopada 2015                    | czwartek 21.10                       | 2 020 881                            |
| 7.    | 75–86 (12)   | wiosna 2016                          | 3 marca 2016                         | 19 maja 2016                         | czwartek 21.10                       | 1 989 944                            |
| 8.    | 87–98 (12)   | jesień 2016                          | 1 września 2016                      | 17 listopada 2016                    | czwartek 21.10                       | 1 959 775                            |
| 9.    | 99–110 (12)  | wiosna 2017                          | 2 marca 2017                         | 18 maja 2017                         | czwartek 21.10                       | 1 792 162                            |
| 10.   | 111–122 (12) | jesień 2017                          | 7 września 2017                      | 23 listopada 2017                    | czwartek 21.10                       | 1 946 658                            |
| 11.   | 123–134 (12) | wiosna 2018                          | 1 marca 2018                         | 17 maja 2018                         | czwartek 21.10                       | 1 792 469                            |
| 12.   | 135–146 (12) | jesień 2018                          | 6 września 2018                      | 22 listopada 2018                    | czwartek 21.10                       | 1 795 557                            |
| 13.   | 147–158 (12) | wiosna 2019                          | 28 lutego 2019                       | 23 maja 2019                         | czwartek 21.10                       | 1 677 362                            |
| 14.   | 159–170 (12) | jesień 2019                          | 5 września 2019                      | 28 listopada 2019                    | czwartek 21.10                       | 1 594 399                            |
| 15.   | 171–182 (12) | wiosna 2020                          | 5 marca 2020                         | 21 maja 2020                         | czwartek 21.10                       | 1 435 871                            |
| 16.   | 183–194 (12) | jesień 2020                          | 3 września 2020                      | 26 listopada 2020                    | czwartek 21.10                       | 1 279 988                            |
| 17.   | 195–206 (12) | wiosna 2021                          | 4 marca 2021                         | 20 maja 2021                         | czwartek 21.10                       | 1 230 806                            |
| 18.   | 207–218 (12) | jesień 2021                          | 2 września 2021                      | 18 listopada 2021                    | czwartek 21.10                       | 1 085 844                            |
| 19.   | 219–230 (12) | wiosna 2022                          | 3 marca 2022                         | 19 maja 2022                         | czwartek 21.10                       | 938 562                              |
| 20.   | 231–242 (12) | jesień 2022                          | 1 września 2022                      | 17 listopada 2022                    | czwartek 21.10                       | 876 133                              |
| 21.   | 243–254 (12) | wiosna 2023                          | 2 marca 2023                         | 18 maja 2023                         | czwartek 21.10                       | 781 816                              |
| 22.   | 255–266 (12) | jesień 2023                          | 7 września 2023                      | 23 listopada 2023                    | czwartek 21.10                       | 752 622                              |
| 23.   | 267–278 (12) | wiosna 2024                          | 7 marca 2024                         | 23 maja 2024                         | czwartek 21.10                       | 725 000                              |
| 24.   | 279–290 (12) | jesień 2024                          | 12 września 2024                     | 28 listopada 2024                    | czwartek 21.10                       | 700 000                              |
| 25.   | 291–302 (12) | wiosna 2025                          | 6 marca 2025                         | 22 maja 2025                         | czwartek 21.10                       | 665 tys.                             |
| 26.   | 303–         | jesień 2025                          | 11 września 2025                     |                                      | czwartek 21.40                       |                                      |

## Nagrody i nominacje
| Rok  | Nagroda         | Kategoria                               | Wynik     | Źródło |
| ---- | --------------- | --------------------------------------- | --------- | ------ |
| 2013 | Telekamery 2013 | Serial                                  | Nominacja | [ 28 ] |
| 2013 | Telekamery 2013 | Aktorka (Magdalena Stużyńska)           | Nominacja | [ 28 ] |
| 2015 | Telekamery 2015 | Serial                                  | Nominacja | [ 29 ] |
| 2015 | Telekamery 2015 | Aktorka (Małgorzata Socha)              | Nominacja | [ 29 ] |
| 2017 | Telekamery 2017 | Serial                                  | Nominacja | [ 30 ] |
| 2017 | Telekamery 2017 | Aktorka (Anita Sokołowska)              | Nominacja | [ 30 ] |
| 2017 | Telekamery 2017 | Aktor (Bartłomiej Kasprzykowski)        | Nominacja | [ 30 ] |
| 2017 | Telekamery 2017 | Nadzieja telewizji (Marcin Korcz)       | Nominacja | [ 30 ] |
| 2017 | Telekamery 2017 | Nadzieja telewizji (Antoni Królikowski) | Nominacja | [ 30 ] |
| 2018 | Telekamery 2018 | Serial                                  | Nominacja | [ 31 ] |
| 2018 | Telekamery 2018 | Aktorka (Agnieszka Sienkiewicz)         | Nominacja | [ 31 ] |
| 2018 | Telekamery 2018 | Aktor (Bartłomiej Kasprzykowski)        | Nominacja | [ 31 ] |
| 2019 | Telekamery 2019 | Aktor (Bartłomiej Kasprzykowski)        | Nominacja | [ 32 ] |
| 2020 | Telekamery 2020 | Aktor (Jan Wieczorkowski)               | Nominacja | [ 33 ] |
| 2021 | Telekamery 2021 | Serial                                  | Nominacja | [ 34 ] |
| 2021 | Telekamery 2021 | Aktorka (Agnieszka Sienkiewicz)         | Nominacja | [ 34 ] |
| 2021 | Telekamery 2021 | Aktorka (Małgorzata Socha)              | Wygrana   | [ 34 ] |
| 2021 | Telekamery 2021 | Aktor (Marcin Korcz)                    | Nominacja | [ 34 ] |
| 2021 | Telekamery 2021 | Aktor (Jan Wieczorkowski)               | Nominacja | [ 34 ] |